# Bohumil Kudrna
Bohumil Kudrna (Volfířov, 15 marzo 1920 – Praga, 11 febbraio 1991) è stato un canoista cecoslovacco.

## Carriera
In rappresentanza della Cecoslovacchia ha vinto due medaglie olimpiche nella canoa. In particolare ha conquistato la medaglia d'oro alle Olimpiadi di Londra 1948 nella specialità C2 1000 metri e la medaglia d'argento alle Olimpiadi di Helsinki 1952 nel C2 1000 metri.
Nelle sue partecipazioni ai mondiali di canoa/kayak (velocità) ha conquistato due medaglie d'oro, entrambe nel 1950 a Copenaghen, una nel C2 1000 metri e una nel C2 10000 metri.
Ha partecipato anche ai campionati mondiali di canoa/kayak slalom 1949 svoltisi a Ginevra conquistando una medaglia d'argento nel C2 a squadre e una di bronzo nel C2.